# Capitólio Estadual do Michigan
O Capitólio Estadual do Michigan é a sede do governo do estado do Míchigan. Localizado na capital, Lansing, foi incluído no Registro Nacional de Lugares Históricos em 25 de janeiro de 1971.
O parlamento está em uma porção da capital estadual de Lansing, que fica no Condado de Ingham. A atual estrutura, na interseção do Parlamento e das Avenidas de Michigan, é um Marco Histórico Nacional que abriga as câmaras e escritórios da Legislatura de Michigan como também os escritórios cerimoniais do Governador de Michigan e do Vice-governador de Michigan. Historicamente, essa é a terceira construção a abrigar o governo de Michigan.
O primeiro capitólio do estado foi em Detroit, a capital original de Michigan, e foi realocado para Lansing em 1847, devido a necessidade de desenvolver a porção ocidental do estado e para melhor defesa das Tropas Britânicas estacionadas em Windsor (Ontário).
Em 13 de Julho de 1787, o Segundo Congresso Continental aprovou a Lei Noroeste, criando o Território do Noroeste que incluiu Michigan. Em 1805, o Congresso dos Estados Unidos criou o Território de Michigan, com Detroit sendo a sua capital territorial. Michigan se inscreveu para se tornar Estado pela primeira vez em 1832, no entanto foi rejeitado devido à uma disputa com Ohio sobre a Faixa de Toledo, uma faixa de 1,210 km² que incluía a importante cidade portuária de Toledo (Ohio). Já em 1835, Michigan formou um governo estadual sem receber a permissão do Congresso para o fazer. Os limites do Estado incluíam a área anteriormente contestada.